# Chrysomya laxifrons
Chrysomya laxifrons är en tvåvingeart som beskrevs av Villeneuve 1914. Chrysomya laxifrons ingår i släktet Chrysomya och familjen spyflugor. Inga underarter finns listade i Catalogue of Life.